# Ropería
Ropería es el edificio donde se elaboraba el pan para los pastores trashumantes.

## Descripción
En el vocabulario pastoril de las cabañas de ovejas merinas trashumantes, es el edificio en que se elaboraba el pan para los pastores, se preparaba la comida para los mastines, se almacenaban los hatos o enseres de los pastores, se realizaban otras labores de intendencia –como el almacenaje de sal para las ovejas, imprescindible en los pastos de verano–, e incluso se usaba de enfermería.
De la elaboración del pan y de atender los otros asuntos relacionados con la intendencia de la cabaña se ocupaban el ropero mayor −se equiparaba en categoría y sueldo al compañero− y los roperos ayudantes −que se equiparaban en sueldo y categoría al ayudador−. Los roperos no atendían directamente al ganado.